# Droit et Liberté
Le journal Droit et Liberté était un mensuel publié par le Mouvement contre le racisme et pour l'amitié entre les peuples entre 1948 et 1987,,.

## Histoire

### Naissance
L'Union des juifs pour la résistance et l'entraide publia, sous l'Occupation, la revue Droit et Liberté, dont la parution continua quelque temps après la Libération.
En février 1948, sa parution reprit comme un bimensuel, et 37 numéros seront publiés jusqu'au 1er octobre 1949.
Le 29 octobre 1949 ce journal commença sa période en tant qu'organe officiel du MRAP, et la numérotation des éditions reprit à 1; il devint un hebdomadaire publié chaque vendredi.

### Vie du journal
À partir de mars 1952 et pour des raisons financières, ce journal devint un mensuel, avec un numéro unique publié pour les mois de juillet et d'aout; malgré l'espoir des rédacteurs qu'un rythme hebdomadaire reprit, le journal resta un mensuel jusqu'à la fin. En 1967 il devint une revue illustrée.
À partir d'avril 1981, Droit et Liberté devint un journal réservé à ses membres, la revue Différences prenant sa place d'organe de grande diffusion,,.
Albert Levy fut le rédacteur en chef le plus notable,,.
Le Mouvement de lutte contre le Racisme, l'Antisémitisme et pour la Paix (MRAP), aujourd'hui le Mouvement contre le racisme, l'antisémitisme et la xénophobie (MRAX), fut très lié au MRAP: ainsi, de janvier 1960 à 1963, le Cercle Culturel et Sportif Juif (CCSJ) distribua Droit et Liberté en Belgique. Cet accord cessa en raison de désaccords sur Israël mais des liens restèrent: l'année suivante, en 1964, Léon Griner fonde « les amis de Droit et Liberté » avec des amis.

### Disparition
En décembre 1987, il fut annoncé dans les colonnes de ce journal que le Congrès du MRAP du 14 et 15 novembre avait décidé de fusionner Droit et Libertés dans Différences, qui devint alors le seul organe de diffusion,.

## Contenu

### Lutte anti-raciste
Même avant de devenir l'organe du MRAP, Droit et Liberté s'est exprimé, comme cet organisme, contre la haine raciale, stigmatisant ses manifestations.
Ce journal mettait particulièrement l'accent sur l'antisémitisme, au vu des racines de ses fondateurs, provenant d'organisations juives.
En 1949 et 1950, Émile Buré livra des souvenirs sur l'affaire Dreyfus dans une série de neuf articles,.
En 1950, ce journal publia des articles s'opposant à la diffusion du film Les Nouveaux Maîtres, qu'il critiquait, à l'instar de la MRAP, comme ayant des sous-entendus anti-sémites, et fut assignée en justice par les producteurs, défendus par Me Tixier-Vignancour, alléguant d'un manque à gagner, mais gagna finalement ses procès,.
En 1968, il fit une enquête sur la situation des immigrés par l'intermédiaire de ses lecteurs,.
En juin 1969, il s'attaque au journaliste Pierre Desmaret de Minute pour ses articles racistes; Desmaret les poursuit en justice et sera débouté de sa demande de 60 000 FF de dommages-intérêts,,.

### Tendances politiques

#### Philo-communisme assumé
Un positionnement pro-communiste était exprimé dans ses colonnes, le communisme passant, de par son universalisme, comme l'un des meilleurs alliés contre le racisme.
Ils ont participé à la défense des époux Rosenberg.

#### Combat contre l’extrême-droite, vu comme étant la continuation de celui contre le racisme
Ce journal s'exprima à plusieurs reprises contre l'extrême-droite.
Il fut publié en 1953 un article pour exprimer la joie de l'auteur, ou tout du moins son absence de tristesse, à l'occasion de la mort de Charles Maurras.
En 1971 commencèrent les critiques envers le mouvement Ordre nouveau, qui se poursuivirent contre le Front national qui en était issu.

### Affaires internationales

#### Anti-colonialisme et tiers-mondisme
Dans le cadre de son engagement contre le racisme, ce journal soutint la décolonisation, comme en Algérie,, en Afrique subsaharienne et australe.

#### Question allemande
Dès 1949, cette revue a soutenu la République démocratique allemande comme étant le gouvernement allemand légitime, décrivant, par contraste, la RFA comme rongée par le néo-nazisme,. Ils se sont opposés à la CED ainsi qu'au réarmement de la RFA, et même à la réindustrialisation.

#### Moyen-Orient
Étant donné sa place dans la communauté juive, ce journal prit des positions pro-israéliennes, militant pour un État juif ainsi que la paix avec les Arabes,,.
Cependant, avec la guerre froide, son soutien à Israël devint plus modéré, ce qui mécontenta certains lecteurs.

#### Divers
Au cours de la guerre de Corée, ils publièrent des articles soutenant le Nord.